# Fiat 6601
Le Fiat 6601 CM 52 (4x4) est un camion à usage spécifiquement militaire pour assurer des transports de matériel et de troupes. Conçu et produit par le constructeur italien Fiat V.I. à partir de 1952 pour satisfaire les besoins des armées italiennes au lendemain de la Seconde Guerre mondiale. Il était dérivé du fameux camion Fiat 639, lancé dans sa version civile en 1950.

## Histoire
Au lendemain de la Seconde Guerre mondiale, l'armée italienne est entièrement à reconstruire. Le matériel militaire a été en partie détruit lors des bombardements américains en 1942 et celui resté en état a été réquisitionné par l'armée nazie allemande après l'armistice de 1943.
La reconstruction d'une armée nationale fut laborieuse, comme beaucoup d'autres, elle dû remettre en état le matériel laissé par les armées étrangères. Mais dès 1950, la nouvelle armée italienne, restructurée, commença à s'équiper de matériels neufs et modernes.
C'est dans cet objectif que l'Armée de terre italienne voulant renouveler et augmenter son parc de véhicules de transport de type moyen porteur de 4 à 5 tonnes de charge utile, porta son choix sur le nouveau camion lancé par Fiat V.I., le Fiat 639 et en demanda une version typiquement militaire répondant également au cahier des charges de l'OTAN. L'armée italienne baptisa le véhicule, selon sa tradition, CM 52 soit camion de type moyen, transmission en 4x4, homologué en 1952. 
Les principales caractéristiques demandées dans le cahier des charges de l'armée lors de l'appel d'offres étaient : la robustesse, la fiabilité, un caractère souple pour s'adapter à tous les terrains même les plus accidentés et la charge utile importante qui feront que ce camion sera mis en dotation auprès des 3 corps d'armée : terre, marine et aviation dans chaque unité logistique. Les derniers exemplaires ont été radiés durant la décennie 1980-1990. Répondant aussi au cahier des charges de l'OTAN, ce véhicule a été diffusé dans un très grand nombre de pays faisant partie de l'organisation militaire occidentale. 
Il a été produit durant 24 longues années et a bénéficié de constants perfectionnements liés à l'évolution des technologies. Il a été décliné en trois séries distinctes : 
- CM 52 - lors de son lancement et homologation en 1952,
- CM 55 - en 1955, avec des retouches à la cabine, aménagements et finitions intérieures, boîte et réducteur,
- CM 62 - en 1962, avec une toute nouvelle cabine et un nouveau moteur de plus forte cylindrée, une puissance plus élevée et une consommation réduite.

Il sera remplacé en 1976 par le Fiat 75 PM (4x4) aussi connu sous les références de la gamme civile Fiat Iveco 65-75-90 PC 4x4, badgée UNIC en France et Saurer en Suisse.

## Caractéristiques du Fiat 6601 CM 62 4x4
- Moteur - cylindrée : Fiat 364A/60 - 7.298 cm3
- Nombre cylindres : 6 en ligne
- Charge utile sur porteur : 4.150 kg
- Poids à vide : 5.216 kg
- Poids remorquable : 6.500 kg
- Puissance : 120 Ch DIN à 2.200 tr/min
- Vitesse maxi : bridée à 60 km/h
- Réducteur : 1
- Places en cabine : 2
- Traction : intégrale 4x4[1]

Comme pour tout ce genre de véhicule, les versions dérivées pour des utilisations particulières ont été créées, notamment la version grue, fourgon pour radio commandement et ambulance.

## Modèles militaires
| Modèle                                             | Années de production | Type moteur  | Cylindrée cm3 | Puissance ch DIN     | PTC en tonnes              |
| -------------------------------------------------- | -------------------- | ------------ | ------------- | -------------------- | -------------------------- |
| Fiat 6600 CM 50 - 4x4 camion OTAN                  | 1950 - 1952          | Fiat 364.8   | 6.032         | à 2.200 tr/min : 72  | 8,5                        |
| Fiat 6601 CM 52 - 4x4 normes OTAN                  | 1952 - 1955          | Fiat 364A    | 6.650         | à 2.000 tr/min : 92  | 9,5                        |
| Fiat 6601 CM 55 - 4x4 OTAN                         | 1955 - 1962          | Fiat 364A    | 6.650         | à 2.000 tr/min : 92  | 9,5                        |
| Fiat 6601 CM 62 - 4x4 OTAN Nouvelle cabine         | 1962 - 1976          | Fiat 364A/60 | 7.298         | à 2.200 tr/min : 120 | 12,0 + remorque 6,0 tonnes |
| Fiat 639 N3 (4x4) Militaire export Nouvelle cabine | 1962 - 1976          | Fiat 364A/60 | 7.298         | à 2.200 tr/min : 120 | 12,0                       |
| Fiat 6613G - 75 ACL (4x4) Militaire                | 1974 - 1986          | Fiat 8062.04 | 5.499         | à 2.200 tr/min : 160 | 10,0                       |